# 栗原知代
栗原 知代（くりはら ちよ、1960年 - ）は、日本の翻訳家。ゲイ文学の翻訳・紹介で知られる。
耽美小説シーンにもかかわり、『小説JUNE』の投稿欄、書評欄などを担当、ゲイ文学の翻訳を連載、エッセイ「とろとろ日記」も連載していた。

## 共編著
- 『耽美小説・ゲイ文学ブックガイド』（柿沼瑛子共編著、白夜書房） 1993

## 翻訳
- 『マンハッタン快楽日記』（バーバラ・イグノート、富士見書房、富士見ロマン文庫） 1989
- 『Love me tender』（キャサリン・テキシアー、太田出版） 1990
- 『呪われた少女』（ディーン・R・クーンツ、扶桑社ミステリー） 1990
- 『異時間の色彩』（マイクル・シェイ、荒俣宏共訳、ハヤカワ文庫） 1990
- 『愛人』 (富士見ロマン文庫) 1991
- 『愛のねじれ』（ゴードン・メリック、白夜書房） 1992
- 『愛の叫び』（ゴードン・メリック、白夜書房） 1992
- 『ある結婚の肖像 ヴィタ・サックヴィル＝ウェストの告白』（ナイジェル・ニコルスン、八木谷涼子共訳、平凡社、20世紀メモリアル） 1992
- 『モスクワから愛 セクシー・クリスチーナ』（ブレイクリー・セントジェームズ、集英社文庫） 1992
- 『ダンサー・フロム・ザ・ダンス』（アンドリュー・ホラーラン、マガジンハウス） 1995
- 『扉のない家』（ピーター・ストラウブ、扶桑社） 1995